# Harmonieorkest van het Koninklijk Conservatorium Brussel
Het Harmonieorkest van het Koninklijk Conservatorium Brussel is aan het Koninklijk Conservatorium te Brussel in 1977 opgericht.

## Geschiedenis
Toen de Jan Segers tot leraar harmonie- en fanfaredirectie aan het Koninklijk Conservatorium in Brussel benoemd werd zag hij meteen heel wat verder, en in afspraak met de directie werd geopteerd voor de vorming van een harmonieorkest in het conservatorium. Heel wat studenten werden bereid gevonden om deel uit te maken van dit werkinstrument, dat ook een visitekaartje van het conservatorium zou worden. Het werd niet uitsluitend een onmisbaar werkinstrument voor de klas HaFa-directie, maar ook talloze studenten doen er een degelijke orkestervaring op, terwijl zij ook kennismaken met het (vaak al te weinig gekende) origninele repertoire uit binnen- en buitenland. 
Het eerste concert vond plaats op 20 mei 1978 in de Onze Lieve Vrouw-ten-Zavelkerk in Brussel. In aanwezigheid van de toenmalige minister R. De Backer werd het Harmonieorkest op 1 oktober 1978 naar aanleiding van de Internationale Dag van de Muziek officieel de pers voorgesteld. 
Met dit orkest werd een brug geslagen naar de amateuristische blaasmuziek in Vlaanderen, terwijl steeds het objectief kwaliteit blijft primeren. In het repertoire vindt men naast recente werken van eigen bodem, dat op geen enkel concert mag ontbreken, ook werken van internationale componisten. Het werden concerten verzorgd in het Paleis voor Schone Kunsten te Brussel, de Grote Aula van de Katholieke Universiteit Leuven, het Muziekcentrum Vredenburg te Utrecht en het concertgebouw De Doelen in Rotterdam. 
Voor de wedstrijd van de Europese Radio Unie (ERU) in 1982 werd het werk Caribbean Flush van Werner Van Cleemput vertolkt, dat de eerste prijs verwierf. In juli 1985 verzorgde het orkest een galaconcert tijdens de 2e wereldconferentie van de World Association for Symphonic Bands and Ensembles (WASBE) in Kortrijk. In 1986 werd deelgenomen aan de 100e Certamen International de Bandas de Música Ciutat de Valencia en men behaalde een 1e prijs in de tweede afdeling (tot 70 muzikanten). Eveneens verzorgde het orkest optrendens voor de televisie en radio.

## Dirigenten
- 1977 - ???? Jan Segers
- ???? - ???? François De Ridder
- ???? - heden Norbert Nozy